# Csány László
Csány László (Zalacsány, 1790 – Pest, 1849. október 10.) politikus, közmunka- és közlekedésügyi miniszter a Szemere-kormányban, táblabíró, az 1848–49-es szabadságharc vértanúja.

## Élete

### Családja
Középbirtokos, nagy múltú ősrégi nemesi család sarja volt, amely a Hahót-Buzád nemzetségből származott. Az apai ági egyenesági tekintélyes felmenői között Csány Bernát (fl. 1549–1581), Zala vármegye alispánja, országgyűlési követe, földbirtokos, valamint Csány Balázs (fl. 1475–1532), királyi tanácsos, Zala vármegye alispánja, országgyűlési követe, földbirtokos található. Nem tudni, hogy melyik hónapban és hányadikán született, mert a csányi plébánia anyakönyvei 1806-ban elégtek, ő maga pedig sohasem említette senkinek. Ami bizonyos, hogy az 1790-es esztendőben a nagy múltú Csány család negyedik gyermekeként jött a világra. Édesapja Csányi Bernát, földbirtokos, édesanyja galántai Bessenyey Anna (1754–?). Csányi Bernát özvegyember 1772. október 4-én Nemesapátiban vette el Bessenyey Annát, galántai Bessenyey László zalai földbirtokosnak és táplánfalvi Nagy Annának leszármazottja. Az egyik tanú az esküvőn barkóci Rosty Ferenc (1718–1790) vasi alispán, királyi tanácsos, Szegedy Róza nagyapja volt; a másik tanú forintosházi Forintos Gábor (1723–1782), királyi tanácsos, Zala vármegye első alispánja volt. Csány László nagyszülei idősebb Csány László (1704–1771), vasi szolgabíró, földbirtokos és hertelendi Hertelendy Krisztina voltak; az utóbbi asszonynak a szülei hertelendi Hertelendy Boldizsár, földbirtokos és koronghi Lippich Erzsébet (1671–1751) voltak. Idősebb Csány László fivére Csány György (†1767), Zala vármegye alispánja, földbirtokos volt.
A Csány család akkori tartozásait Csány Lászlónak az apai nagynénje, a gyermektelen Csány Anna (1745–1800), boldogfai Farkas András (1740–1782) zalalövői főszolgabírónak a hátrahagyott özvegye, lerendezte a férjétől megörökölt földbirtokai és vagyona elzálogosításával. Ifjabb Csány László hatéves korában elveszítette édesapját, Csány Bernátot; három testvére volt: Csány Vendel (1773–1809), Csány István (c. 1790–1849) és lebesbényi Püspöky Jánosné Csány Zsuzsanna (1790 k.–1823), akinek a fia lebesbényi Püspöky Grácián (1817–1861) zászlótartó, honvéd hadnagy volt. „Fiatal éveiben, kivált huszártiszt korában sugár termetével, érdekes barna arczával mindenütt feltűnést keltett, ideálképpen zárta szivébe a daliás és hölgyek irányában főképpen nagyon gyengéd és finom modorú, világlátott, művelt ifjút.” írta róla tubolyszeghi Tuboly Viktor (1833–1902) zalai ügyvéd.

### Katonai pályafutása
Csány László tízéves korában a szombathelyi gimnáziumban kezdte meg tanulmányait. Képességei már ekkor megmutatkoztak, mindvégig kitűnően tanult, legtöbbször még az eminensek sorában is az első volt. A gimnázium befejezése után egy évig még Szombathelyen maradt, itt végezte el a líceum első osztályát. A másodikat már Zágrábban kezdte, onnan pedig 1808-ban a győri jogakadémiára vezetett az útja. A háború ekkor beleszólt az életébe. Miután Napóleon csapatai 1809 májusában Pozsonynál magyar földre léptek, az akadémia bezárta kapuit. 1813-ig Csány a 9. huszárezred kötelékében szolgált kadétként, majd alhadnagy lett a Lombardiában állomásozó 5. sz. Radetzky huszárezrednél. Részt vett a Napóleon elleni harcokban. E hadjárat során szerezte azt a súlyos égési sebet, amely állandóan kiújulva egészen a haláláig kínozta. Kortársai szerint Csány vékony, száraz, köhécselő ember volt és krónikus gyomorbajban szenvedett, amit orvosa a vegetatív idegrendszer zavaraival hozott összefüggésbe.
Jogi tanulmányai elvégzése után belépett a császári hadseregbe. Huszártisztként 1809 és 1815 között részt vett a Napóleon elleni háborúkban. 1815-ben súlyosan megsebesült, kilépett a hadseregből és családja birtokán gazdálkodott. Részt vett Zala vármegye politikai életében. Deák Ferenc reformpolitikáját támogatta, rövidesen a szabadelvű ellenzék egyik vezére lett. 1838-ban kormányellenes beszédei miatt hűtlenségi per folyt ellene. A közeli barátai között csáfordi Csillagh Lajos (1789–1860) zalai alispán, zalalövői Csapody Pál (1808–1859) táblabíró, és maga kehidai Deák Ferenc is találhatók.

### Politikai pályafutása
1840-es évek elejétől Kossuth Lajos lelkes híve lett. Zalában a liberális eszmék egyik legnagyobb támogatója volt Csúzy Pállal, Tolnay Károllyal, Csertán Sándorral, Kerkapoly Istvánnal együtt. Másrészt, Csány László Deák Ferenc legmeghittebb legbensőbb barátja is volt. Csány László számos cikket írt a Pesti Hírlapba és jelentős részt vállalt a Védegylet szervezésében. A Védegylet mozgalmába hamarosan bekapcsolódott Zala megye is. Az 1842. november 17-i közgyűlésén, Csány László felvetette, hogy Zala is alakítson a "Honi műgyár cikkek használása" érdekében egy egyesületet, amelynek a szervezkedés azonnal megkezdődött, és néhány hónap alatt Zalában is több százan támogatták a védegyletet. Alakuló ülésüket 1843. február 14-én tartották a zalaegerszegi megyeházán. A zalai védegylet vezetőségében Deák Ferenc és Csány László mellett ott volt a megye egész liberális vezérkara, valamint a környék vállalkozó polgári kereskedők és gyárosok is.

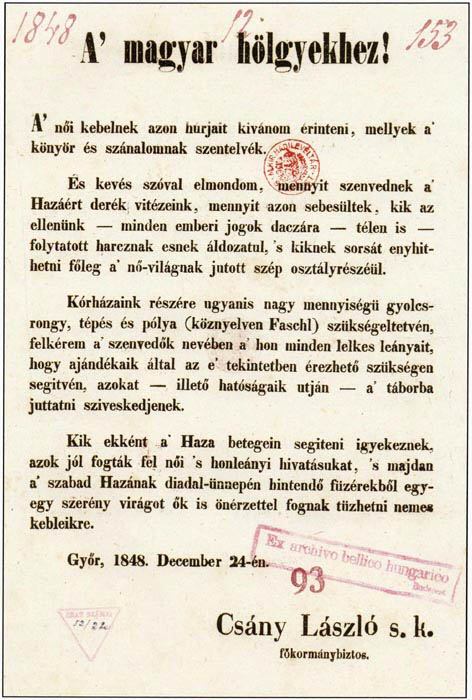
Csány László főkormánybiztos hirdetménye a magyar hölgyekhez kötözőszerek gyűjtésére

Az Ellenzéki Kör tagjaként részese lett a március 15-ei forradalmi eseményeknek. Szerepet vállalt a pesti nemzetőrség szervezésében. 1848. június 2-ától a nádor által aláírt okmány szerint teljhatalmú királyi biztosként szervezte a délnyugati országhatár védelmét. Felhatalmazást kapott, hogy a nemzetőrséget fegyverbe hívja és feladatává tették, hogy a mintegy 4 ezer főből álló fegyveres erővel a Dráva vonalát szemmel tartsa. Jellasics átkelését a Dráván nem tudta megakadályozni, de a visszavonulás során sikerült meggyőznie a tisztek többségét az ellenállás törvényességéről. Ezzel elévülhetetlen érdemeket szerzett abban, hogy Jellasics támadását végül sikerült elhárítani.
A Batthyány-kormány lemondása után az Országos Honvédelmi Bizottmány teljhatalmú megbízottjaként működött a Jellasicsot üldöző magyar seregben, majd a feldunai hadseregben. A hadsereg felszerelési és ellátási ügyeit szervezte. Jó kapcsolatot alakított ki Görgei Artúrral, ami később lehetővé tette, hogy közvetítsen Kossuth Lajos és a tábornok között. December 31-étől a főváros kormánybiztosává nevezték ki. Nem értett egyet Görgei haditervével, ezért megvált a feldunai hadseregtől.
A főváros kiürítését szervezte, majd 1849. január 17-étől Erdély teljhatalmú kormánybiztosa lett. Kolozsvárról intézte Bem erdélyi hadseregének ellátását, valamint a polgári közigazgatással kapcsolatos feladatokat. Bemhez hasonlóan ő sem tudta kielégítően kezelni az erdélyi nemzetiségi problémákat. Betegeskedett is és Bemmel sem volt jó kapcsolatban, ezért Kossuth a Szemere-kormány alakulásakor felajánlotta neki a közlekedési miniszteri tárcát. A választás nem elsősorban szakmai hozzáértése, hanem politikai megbízhatósága miatt esett rá. Ekkor egyúttal a keszthelyi kerület országgyűlési képviselőjévé is megválasztották.
Miniszterként a katonai szállítások feltételeit – a gőzhajózás és a vasút működését – kellett biztosítania. Igyekezett a megkezdett vasútépítési munkákat folytatni és megtette az első lépéseket az erdélyi vasútvonal kiépítése érdekében is.
A kormány lemondása után csatlakozott Görgei hadseregéhez és a világosi fegyverletétellel esett fogságba. Szeptember 26-án Pesten állították hadbíróság elé. Minden tettéért vállalta a felelősséget. A bíróság kötél általi halálra ítélte. Csány Lászlót négy nappal később végezték ki, mint gróf Batthyány Lajost és az aradi tábornokokat. Az ítéletet október 10-én a pesti Újépület melletti fapiacon hajtották végre. Batthyány Lajos mellett ő volt a legmagasabb rangú polgári vezető, akit a császáriak kivégeztek.
Először Jeszenák Jánost szólította a hóhér. Csány hidegvérrel nézte társa kivégzését. Amikor a tábori pap azt mondta neki, hogy „Öreg úr! Ne nézze, forduljon el” – ő így felelt: „No, már miért ne nézném? Hiszen hozzá kell szoknom.”
Utolsó szavai ezek voltak: „Hazámért ezt is szívesen!”
Elrettentésképpen a kivégzés után még fél óráig az akasztófán lógtak a halottak, és csak azután vitték őket taligán a kórházba.

## Emlékezete

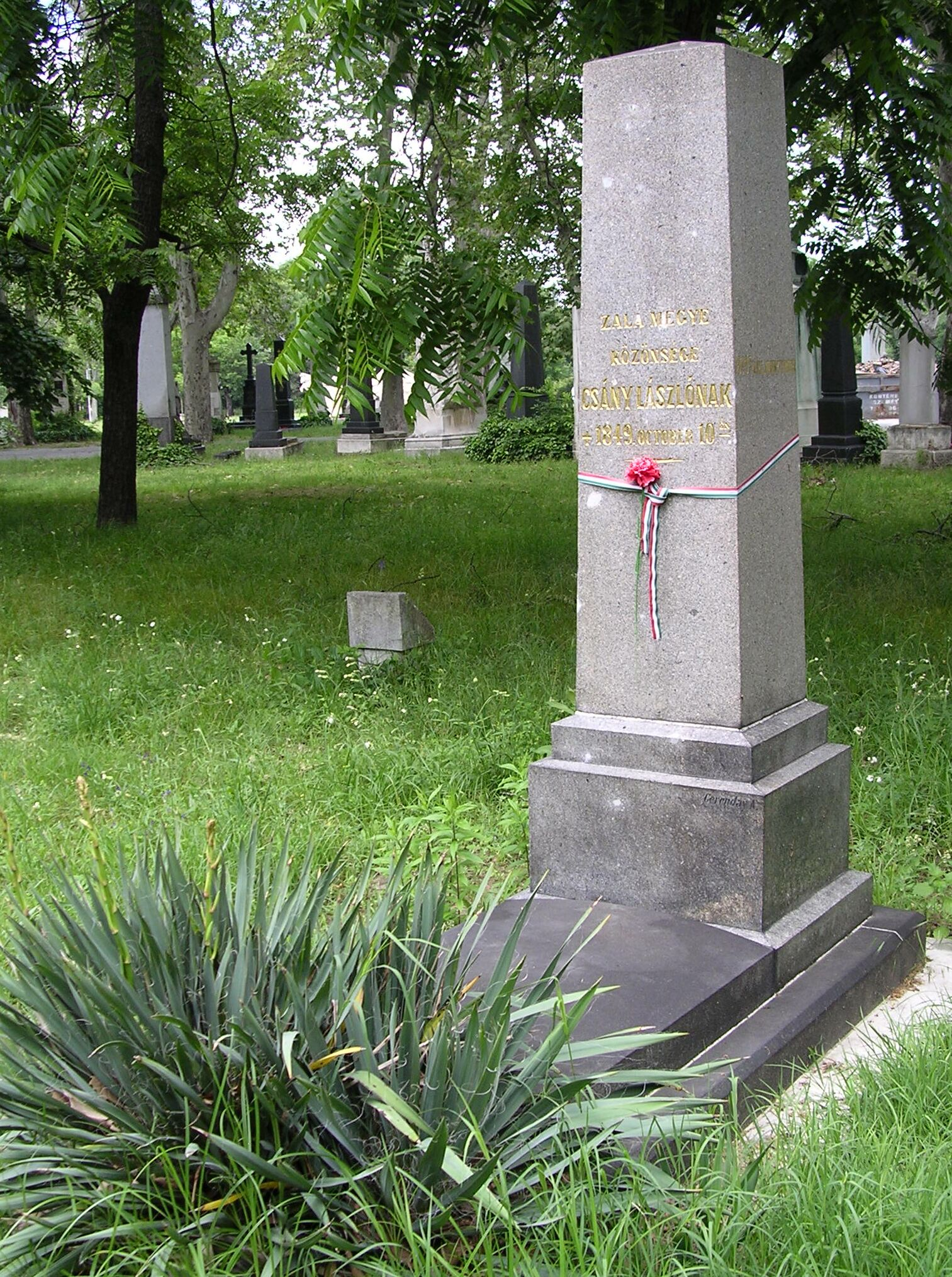
Sírja a Fiumei úti sírkertben, 2004. (29/1-2-11).

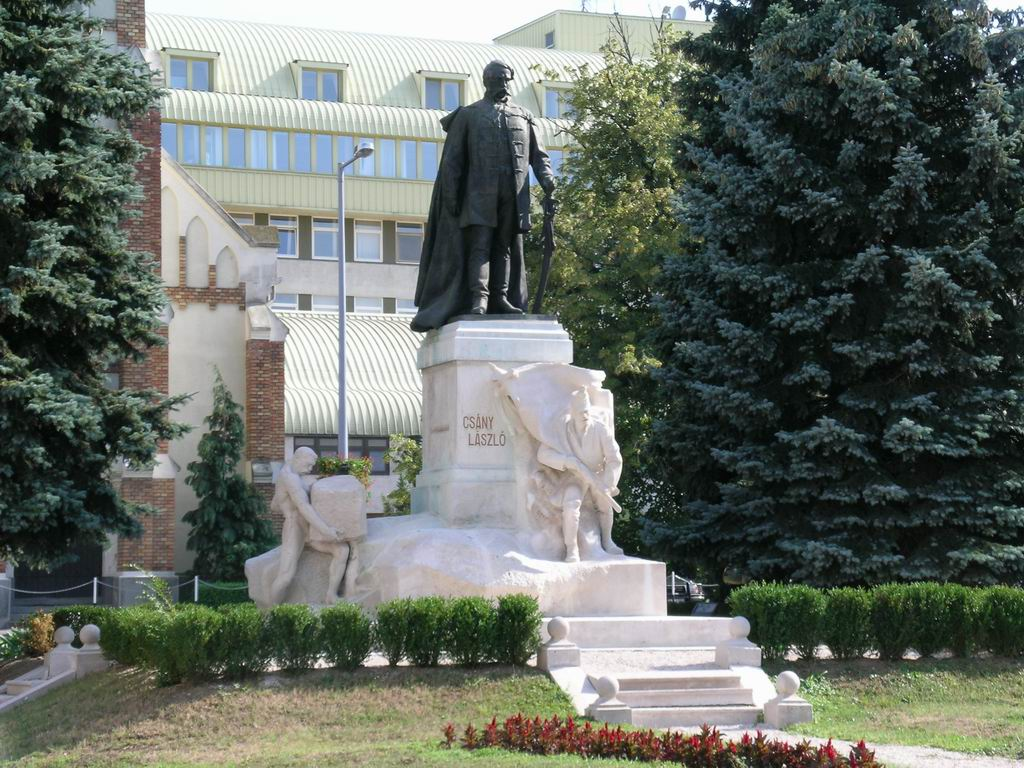
Szobra Zalaegerszegen. Istók János alkotása (1931)

- A Magyar Mérnöki Kamara Közlekedési tagozata az 1849. évi független magyar kormány közlekedési minisztere és a szabadságharc önkéntes mártírja tiszteletére és emlékére Csány László-díj kitüntetést alapított.
- Csány László Közgazdasági Szakközépiskola
- Csány László Általános Iskola Zalacsány
- Csányi László Általános Iskola Zalaszentgrót[17]

### A zalaegerszegi Csány László-szobor
Zalaegerszegen 1931-ben szobrot avattak Csány László emlékére (Istók János alkotása). A talpazat hátsó oldalán a szobor felállításához szükséges összeg gyűjtését elindító Borbély György gimnáziumi tanár és lapszerkesztő portréja látható.

#### A szobor létrehozásának története
A szoborbizottság elnöke felsőpataki Bosnyák Géza (1863–1935) országgyűlési képviselő, a zalamegyei Függetlenségi és Negyvennyolcas Párt elnöke volt. A gyűjtés munkájában oroszlánrésze volt a tordai születésű, elszegényedett székely unitárius középbirtokos nemesi családból származó Borbély György (1860–1930) zalaegerszegi gimnáziumi tanárnak, aki iskolás gyermekek filléreiből hozta létre az első alapot. A szobor állítása egy igen fontos társadalmi esemény, terv lett, amely nem számított állami támogatásra. A zalai Magyar Paizs című lapban minden héten közölték az adományozók névsorát. Ekkor azt becsülték fel, hogy az egész mű 35 000 koronába fog kerülni.
A Csány-szobor bizottság Bosnyák Géza és Dr. miskei és monostori Thassy Gábor (1871–1950) elnökletével 1907. május 11-én és 12-én özv. Pallini Inkey Kálmánné kamjonkai Szemző Lujza (1849–1921) őméltósága védnöksége mellett a zalai nagy vértanú emlékszobra alapjának javára Zalaegerszegen, az „Arany Bárány” szálló dísztermében hangversenyt rendezett. A szoborbizottság szűkebb körű pályázatot hirdetett 1911. február 12-ére. Ezen a pályázaton az akkori hat legbecsültebb mű alkotói vehettek részt: Győri Pfeffer József, Istók János, Kara Mihály, Kolozsvári Szeszák Ferenc, Lukácsy Lajos és Nemessányi Andor.
1912. február 1-jén boldogfai dr. Farkas István (1875–1921) sümegi főszolgabíró Sümegen szervezte a Csány-szobor bált. A helyi kaszinó termében zajlott a fényes közigazgatási bál, amelynek a célja volt pénzt gyűjteni a zalaegerszegi szobor készítésére. 1913 májusában komoly adomány érkezett a szoborra: a Budapesti Hírlap 2000 koronás felajánlása, melyet miskei és monostori dr. Thassy Gábor Zala vármegye főorvosa levele nyomán utaltak át Zalaegerszegre. Dr. besenyői és velikei Skublics Ödön (1876–1957), zalaegerszegi-, pálfiszeghi Pálffy László (1872–1946), pacsai-, dr. Mayer István (1855–1928), novai-, nemesvitai Viosz Ferenc (1861–1918), nagykanizsai főszolgabírák tevékenyen gyűjtöttek pénzt járásukon a Csány-szoborra az 1900-as és 1910-es években.
Az első világháború előtt már majdnem összegyűlt a szükséges pénz a felállítására, azonban a háború alaposan beleszólt Borbély, a szoborbizottság és a város életébe is. 1923-ban újra kellett kezdeni a pénzgyűjtést a szoborra, aminek lebonyolítását Borbély György ismét magára vállalta magára. A nyugdíjba vonult tanár minden idejét és erejét a szobor ügyének szentelte, azonban az 1923-ban újraindított gyűjtés sem hozott eredményt, a pénz 1925 végén, a koronáról a pengőre való áttérés idején devalválódott. A Csány-szobor felavatására végül 1931. október 11-én került sor.

## Művei
- Kossuth kormánybiztosa Csány László, 1790–1849; szerk. Molnár András; Zala Megyei Levéltár, Zalaegerszeg, 1990 (Zalai gyűjtemény)
- Csány László reformkori iratai, 1817–1848; sajtó alá rend. Molnár András; Zala Megyei Levéltár, Zalaegerszeg, 2009 (Zalai gyűjtemény)